# سیاه‌مرغ‌های معمولی آمریکایی
سیاه‌مرغ‌های معمولی آمریکایی (نام علمی: Agelaius) نام یک سرده از تیره سیاه‌پره‌ایان است.

## گونه‌ها
- سیاه‌مرغ بال‌سرخ, Agelaius phoeniceus
- سیاه‌مرغ شانه‌سرخ, Agelaius assimilis
- سیاه‌مرغ سه‌رنگه, Agelaius tricolor
- سیاه‌مرغ شانه‌برنزه, Agelaius humeralis
- سیاه‌مرغ شانه‌زرد, Agelaius xanthomus

## نگارخانه

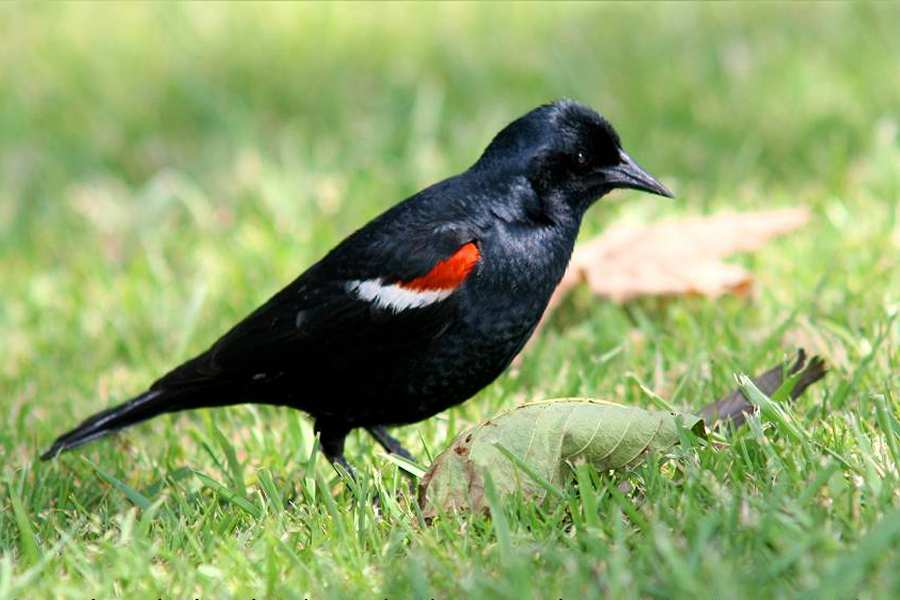